# Jah Meek
Yah Meek (* 1971 in Robins Bay; bürgerlich Errol Saunders, auch Jahmeek oder Jah Meek) ist ein jamaikanischer Reggae-Sänger, der zurzeit hauptsächlich in Deutschland lebt. 2005 erschien sein Album Touched By An Angel beim Leipziger Label Velocity Records. Auf dem Album singt er unter anderem zusammen mit Luciano und Jah Mali. Er gewann für Touched By An Angel den German Reggae Award 2005.
Yah Meek ist außerdem Mitglied der Brothers Keepers. Mit Xavier Naidoo und den Söhnen Mannheims tourte er 2000 und 2001 durch Europa. Anlässlich der Veröffentlichung seines Albums tourte er 2005 mit Mono und Nikitaman sowie der House of Riddim Band. Zu den Festivals, auf denen Yah Meek bisher zu sehen war, gehören das Summerjam, der Chiemsee Reggae Summer, Rock am Ring und Reggae Rumble.

## Diskografie
- 2005: Touched By An Angel (2005)
- 2009: Things Change (2009)
- 2012: Sojourner (2012)
- 2013: Take Care (2013)
- 2015: My Testimony (2015)